# Marcin Bazylak
Marcin Bazylak (ur. 14 września 1978 w Dąbrowie Górniczej) – polski samorządowiec, w latach 2016–2018 wiceprezydent, a od 2018 prezydent Dąbrowy Górniczej.

## Życiorys
Absolwent I Liceum Ogólnokształcącego w Dąbrowie Górniczej. Ukończył politologię na Uniwersytecie Śląskim w Katowicach, studia podyplomowe z zakresu komunikacji i PR na Uniwersytecie Jagiellońskim oraz studia MBA na Akademii WSB w Dąbrowie Górniczej. Zawodowo związany z samorządem rodzinnej miejscowości. Kierował zespołem opracowującym strategię rozwoju miasta, pełnił też funkcję pełnomocnika prezydenta odpowiedzialnego m.in. za wsparcie organizacji pozarządowych.
Był członkiem Sojuszu Lewicy Demokratycznej oraz stowarzyszenia Inicjatywa Dąbrowska. W 2016 objął stanowisko pierwszego zastępcy prezydenta Dąbrowy Górniczej. W 2018 wystartował w wyborach na prezydenta tego miasta z ramienia SLD Lewica Razem. W pierwszej turze uzyskał 34,2% głosów, w drugiej turze pokonał Roberta Warwasa, otrzymując 61,3% głosów. Urząd prezydenta miasta objął 21 listopada, rezygnując wcześniej z członkostwa w SLD. W wyborach samorządowych w 2024 uzyskał reelekcję z ramienia własnego komitetu, wygrywając już w pierwszej turze z wynikiem 59,5% głosów. 
Był powoływany w skład rad nadzorczych spółek samorządowych Wrocławskie Mieszkania oraz Zarząd Budynków Mieszkaniowych – Towarzystwo Budownictwa Społecznego w Zabrzu. Został przewodniczącym Komisji Rewizyjnej Związku Miast Polskich oraz prezesem Stowarzyszenia Rzeczpospolita Obywatelska.
Podczas prezydentury Marcina Bazylaka w mieście przeprowadzono szereg projektów infrastrukturalnych, w tym realizację budowy obwodnicy śródmieścia. Wdrożono prace realizacyjne w ramach projektu Fabryka Pełna Życia, a w zmodernizowanym dworcu kolejowym zorganizowano miejski inkubator przedsiębiorczości.

## Wyróżnienia
W 2018 został laureatem nadawanej przez Fundację Rozwoju Demokracji Lokalnej Nagrody im. Jerzego Regulskiego w kategorii „aktywność obywatelska”. W 2022 otrzymał nagrodę „Autorytet – Budownictwa i Gospodarki Śląskiej” przyznaną przez Śląską Izbę Budownictwa.